# Manfréd
A Manfréd a germán Manfried név normann alakváltozatából ered, jelentése férfi + béke, védelem.  Női párja: Manfréda.

## Gyakorisága
Az 1990-es években szórványos név, a 2000-es években nem szerepel a 100 leggyakoribb férfinév között.

## Névnapok
- január 28.[2]

## Más nyelvű megfelelői
- A legtöbb nyelven: Manfred
- Francia: Manfred, Manfried, Manfroy, Mainfroi
- Izlandi: Manfreð
- Olasz: Manfredo, Manfredi, Maino
- Portugál, spanyol: Manfredo

## Híres Manfrédok
- Weiss Manfréd gyáriparos
- Manfred Mann dél-afrikai énekes
- Manfred von Richthofen német katonapilóta
- Manfred Winkelhock német autóversenyző
- I. Manfréd szicíliai király